# Euchomenella apicalis
Euchomenella apicalis är en bönsyrseart som beskrevs av Werner 1922. Euchomenella apicalis ingår i släktet Euchomenella och familjen Mantidae. Inga underarter finns listade i Catalogue of Life.